# WFV-Pokal 2003/04
WFV-Pokalsieger 2004 wurden der VfR Aalen, der im Endspiel am 19. Mai des Jahres in Fellbach den FSV 08 Bissingen besiegte. Mit dem Gewinn des WFV-Pokals qualifizierten sich der Klub für den DFB-Pokal 2005/06. 
Der 8:0-Erfolg des Aalener Drittligisten über den Bezirksligisten ist der höchste Endspielsieg in der Geschichte des Wettbewerbs, Christian Seeber erzielte dabei fünf Treffer. Bereits im Viertelfinale hatte die Mannschaft acht und im Halbfinale fünf Tore erzielt.

## Ablauf
Die ersten zwei Runden des Pokalwettbewerbs wurden in vier regionalen Gruppen ausgetragen, ab der dritten Runde wurde verbandsweit gespielt.

## Achtelfinale
|                  | Ergebnis  |                       |
| ---------------- | --------- | --------------------- |
| 1. FC Eislingen  | 4:6 n. E. | 1. FC Normannia Gmünd |
| FC Gärtringen    | 2:4       | SV Böblingen          |
| FV 08 Rottweil   | 3:1       | TuS Metzingen         |
| SV Reinstetten   | 0:3       | Olympia Laupheim      |
| FSV 08 Bissingen | 4:2 n. V. | TSV Münchingen        |
| FC Schmiechtal   | 0:2       | VfR Aalen             |
| KSG Gerlingen    | 0:2       | SGV Freiberg          |
| Heidenheimer SB  | 0:3       | Stuttgarter Kickers   |

* Klassentiefere Mannschaften genießen Heimrecht

## Viertelfinale
|                       | Ergebnis |                     |
| --------------------- | -------- | ------------------- |
| FV 08 Rottweil        | 1:2      | Olympia Laupheim    |
| 1. FC Normannia Gmünd | 1:8      | VfR Aalen           |
| FSV 08 Bissingen      | 3:1      | SV Böblingen        |
| SGV Freiberg          | 2:1      | Stuttgarter Kickers |

* Klassentiefere Mannschaften genießen Heimrecht

## Halbfinale
|                  | Ergebnis |              |
| ---------------- | -------- | ------------ |
| FSV 08 Bissingen | 1:0      | SGV Freiberg |
| Olympia Laupheim | 0:5      | VfR Aalen    |

* Klassentiefere Mannschaften genießen Heimrecht

## Finale
| Paarung          | VfR Aalen – FSV 08 Bissingen |
| Ergebnis         | 8:0 (3:0) |
| Datum            | 19. Mai 2004 |
| Stadion          | Max-Graser-Stadion, Fellbach |
| Zuschauer        | 1.000 |
| Tore             | 1:0 Christian Seeber (30.) 2:0 Anastasios Anastasiou (37., Eigentor) 3:0 Christian Seeber (38.) 4:0 Neno Rogošić (48.) 5:0 Christian Seeber (56.) 6:0 Marcel Busch (58.) 7:0 Christian Seeber (77.) 8:0 Christian Seeber (87.)                                                       |
| VfR Aalen        | Tobias Linse – Markus Gabriel, Michael Stickel (27. Stefan Mittelbach), Cassio da Silva, Michael Bochtler, Marcel Busch (60. Andreas Mayer), Bernd Maier, Jörn Schmiedel, Christian Seeber, Ünal Demirkıran (78. Karl-Heinz Brückel), Neno Rogošić Cheftrainer: Peter Zeidler        |
| FSV 08 Bissingen | Sven Burkhardt – Alexander Vritschan, Roman Kasiar, Tomislav Knezović, Kai Helmle, Reiner Kußmaul, Rafael Krupop, Alfonso García, Anastasios Anastasiou (60. Andreas Bahmer), Markus Schneider (86. Michael Sagman), Gerd Dambacher (8. Ralph Schindler) Cheftrainer: Alfonso Garcia |